# Piment habanero
Capsicum chinense, Piment antillais
Pour les articles homonymes, voir Habanero.
Espèce
Classification phylogénétique

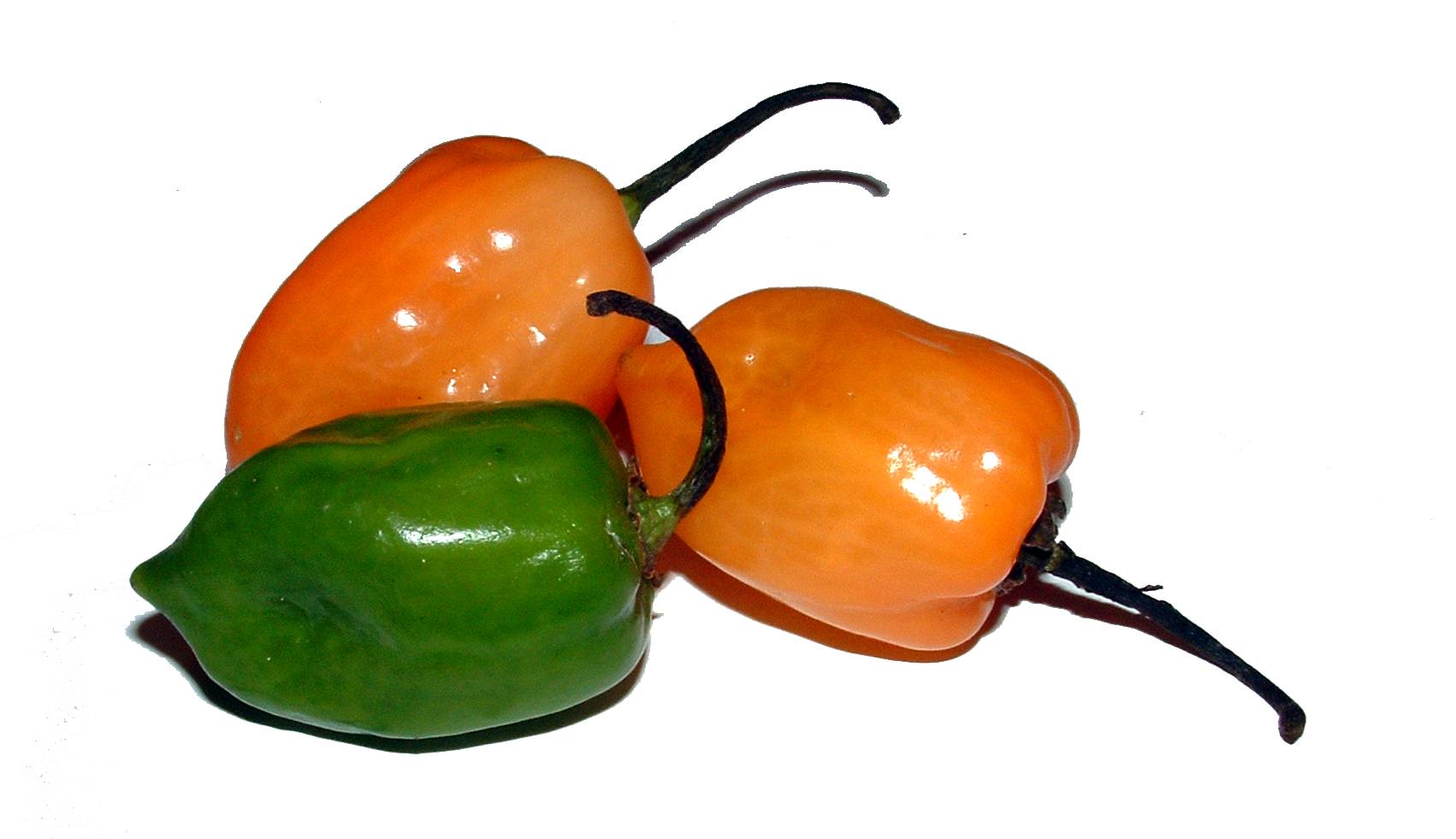

Le piment habanero (Capsicum chinense) originaire du Mexique est une espèce de plantes à fleurs de la famille des Solanaceae. Ce piment est cultivé pour ses fruits à la saveur particulièrement piquante. Il est également appelé piment antillais.
À l'origine appelé Javanero (en référence à l'île de Java - réputée pour sa cuisine hautement relevée) fut ensuite erronément appelé habanero (de La Habana) à cause de la prononciation hispanique.
Ce piment est extrêmement fort, même pour les amateurs de piments : sur l'échelle  de Scoville, il est noté entre 100 000 et 577 000 pour certaines variétés. Une seule goutte de celui-ci suffit à brûler les lèvres et la langue. Il donc faut protéger ses mains et ses yeux en le préparant. Des fortes brûlures apparaissent sur les doigts quelques heures après la préparation. De même, sa préparation a tendance à irriter l'appareil respiratoire, provoquant l'effet d'une bombe lacrymogène.
En France métropolitaine, ce piment semble plus indiqué pour la culture ornementale. Aux Antilles et aux Comores il est très communément consommé : découpé, on frotte les aliments avec le piment, sans le manger directement. Son parfum est typique de la cuisine antillaise. À Madagascar, où il est appelé « tsilanidimilahy » (ce qui signifie approximativement : « cinq hommes ne peuvent le finir »), il est aussi apprécié comme condiment, cru ou sous forme de purée, et il est mangé avec le « vary sy laoka » (riz avec des accompagnements). Au Mexique, il est utilisé pour infuser le mezcal et la tequila.

## Noms populaires et taxonomie
Aux Antilles françaises (Guadeloupe et Martinique) et en Guyane, ce piment est nommé Bondamanjak.
La variété au fruit marron foncé tirant sur le lie-de-vin est appelée « sept-court-bouillon » (elle peut assaisonner sept court-bouillons, le court-bouillon étant une préparation de poisson à la tomate). L'étymologie s'explique comme suit :
- Bonda, les fesses, le postérieur
- Man, Madame
- Jak, Jacques.

La tournure Man Prénom est courante, et sert à nommer l'épouse de la personne désignée par le prénom. Selon certaines sources, la forme du piment rappellerait les « fesses de Mme Jacques ».
Le nom binominal, Capsicum chinense (Capsicum chinois), vient d'une erreur de Nikolaus Joseph von Jacquin ; il a attribué ce nom à l'espèce en 1776, en raison de sa présence fréquente en cuisine chinoise ; ce n'est que plus tard qu'on découvrit qu'elle y avait été introduite par les premiers explorateurs européens.

## Variétés
- Adjuma (en)
- Ají Rocotillo (en)
- Bhut Jolokia ou Naga Jolokia
- Carolina Reaper
- Datil*
- Habanero
- Madame Jeanette (en)
- Pepper X
- Red Savina (en)
- Scotch bonnet
- Trinidad Moruga Scorpion
- Trinidad Scorpion Butch T
- Cheiro roxa